# Hubbrücke Magdeburg
Die Hubbrücke Magdeburg ist eine Hubbrücke, die in Magdeburg bei Stromkilometer 325,47 die Elbe überspannt. Sie wurde 1848 als eingleisige Eisenbahnbrücke gebaut und ist heute als Fußgängerbrücke nutzbar. Sie ist eine der ältesten und größten Hubbrücken Deutschlands und steht unter Denkmalschutz.

## Geschichte
Die Berlin-Potsdam-Magdeburger Eisenbahngesellschaft baute in den Jahren 1846/47 die Eisenbahnstrecke Potsdam–Magdeburg. Die Hubbrücke über die Elbe war jedoch nicht fertiggestellt, so dass die Züge in den ersten Jahren im Bahnhof Magdeburg-Friedrichstadt (später Brückfeld) endeten. Einen durchgehenden Zugverkehr gab es auf der Brücke erst ab dem 19. August 1848. Die 220 m lange Brücke, auch Buckauer Eisenbahnbrücke genannt, überspannt 200 m südlich des Domfelsens in einem Winkel von 62° die Stromelbe.

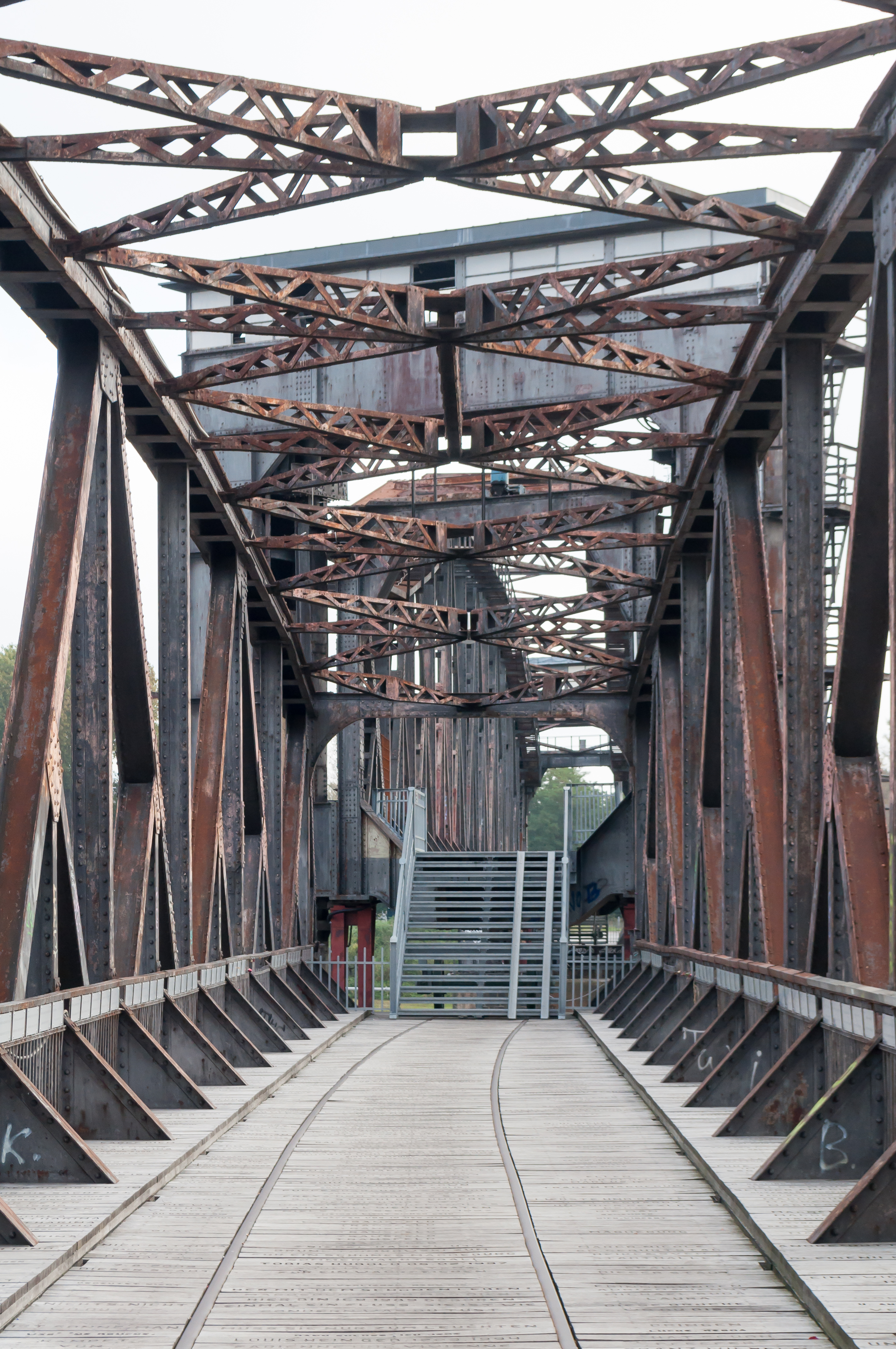
Aufstieg zum höher gelegenen Hauptteil mit gravierten Holzbohlen als Boden

Anfangs hatte das Bauwerk neun Öffnungen mit jeweils rund 25 m Länge, die durch eiserne Fachwerküberbauten mit untenliegender Fahrbahn überspannt wurden. Auf dem dritten Pfeiler war eine Drehbrücke für die Schifffahrt eingebaut worden. Da die Brücke für die wachsende Elbschifffahrt immer mehr ein Hindernis darstellte, erfuhr die Konstruktion in den folgenden Jahrzehnten einen starken Wandel.
Nach der Inbetriebnahme des Magdeburger Hauptbahnhofs im Jahr 1873 wurde der Verkehr nach Berlin über die 1875 eröffnete Herrenkrug-Eisenbahnbrücke vier Kilometer stromabwärts verlegt. Die alte Bahnstrecke über die Hubbrücke diente als Teil der Bahnstrecke Biederitz–Magdeburg-Buckau nur noch als Güterverbindungsbahn und Umgehungsstrecke des  Magdeburger Hauptbahnhofs.

### Umbauten ab 1876
Der erste Brückenumbau erfolgte 1876. Der erste westliche Strompfeiler wurde entfernt und ein neuer Überbau mit doppelter Stützweite links neben der Drehbrücke eingebaut. 1884 folgte auch rechts neben der Drehbrücke der Einbau eines doppelt so langen Überbaus und der Abbruch eines weiteren Pfeilers. 1895 wurde die Drehbrücke durch eine Hubbrücke, die 1,7 m gehoben werden konnte, ersetzt. Als Teil der Hydraulik diente der westlich der Brücke stehende Wasserturm der Hubbrücke Magdeburg. 1912 wurden die drei östlichen Überbauten aus dem Jahr 1847 ausgetauscht, 1914 folgte der westliche Überbau aus dem Jahr 1876. Damit wies das Bauwerk vor dem letzten großen Umbau noch fünf Pfeiler auf und bestand, an der westlichen Seite beginnend, aus einem Überbau 49 m weit spannend, einer Hubbrücke mit 33 m Spannweite, einem weiteren Überbau mit 49 m Spannweite sowie östlich drei Überbauten, jeweils 23 m weit spannend.

### Letzter Umbau 1933/34
Da sich die Schifffahrtsöffnung unter der alten Hubbrücke als nicht mehr ausreichend erwies, folgte ab dem 1. Juli 1933 der Umbau zur heutigen Form, der am 1. Mai 1934 abgeschlossen war. Die Baukosten betrugen 450.000 Reichsmark. Die alte Hubbrücke und der benachbarte östliche Überbau wurden demontiert sowie der gemeinsame Strompfeiler abgebrochen. Dafür wurde ein neuer 90 m weit spannender Überbau, der 2,87 m gehoben werden konnte, eingebaut. Dies ermöglichte eine Schifffahrtsöffnung von 86 m Breite. Die Brücke sollte nur bei Hochwasser täglich viermal gehoben und gesenkt werden, wobei die Schifffahrt Vorfahrtsrecht hatte.
Am 16. April 1945 wurde das Bauwerk von deutschen Truppen gesprengt, 1946 war es wiederhergestellt. Nachdem die Sternbrücke nach ihrer Sprengung 1945 nicht wiederhergestellt worden war, besaß die Hubbrücke neben dem Bahnverkehr als nun südlichste Magdeburger Elbbrücke eine große Bedeutung als Fußgängerzugang zum Rotehornpark und ist eines der prägenden Bauwerke in Magdeburg.

### Streckenstilllegung 1998
Aufgrund der defekten Hubvorrichtung wurde das Bauwerk im Juni 2001 in angehobenem Zustand arretiert. Die Streckenstilllegung war zuvor schon am 28. Februar 1998 durchgeführt worden. 2002 wurden provisorische Treppen eingebaut, die Fußgängern die Nutzung der Brücke ermöglichten. Nach der Wiedererrichtung und Einweihung der benachbarten Sternbrücke im Mai 2005 wurden die Treppen entfernt und das Bauwerk gesperrt. Zusammen mit einem 45.000 m² großen Grundstück erwarb im Jahr 2009 ein Investor das technische Baudenkmal.
Die 2008 vom italienischen Lichtkünstler Maurizio Nannucci angebrachten in rot und blau leuchtenden Schriftzüge „Von soweit her bis hierhin“ und „Von hier aus noch viel weiter“ wurden 2012 Opfer von Vandalismus. Durch das Zusammenfinden diverser Vereine und Künstlergruppen konnten Spenden in Höhe von rund 10.000 Euro gesammelt werden, die das Kunstwerk knapp ein Jahr später wieder in vollem Umfang erstrahlen ließen.
Ebenfalls mit der Unterstützung der Bevölkerung, die u. a. Geld für Holzbohlen mit individueller Gravur spendete, wurden Sanierungen vorgenommen. Am 31. August 2013 konnte so die Brücke für Fußgänger wieder geöffnet werden. Während des Hochwassers in Mitteleuropa 2013 im Juni wurden die Gleise und Bodenbeplankung der unbeweglichen Abschnitte überflutet.

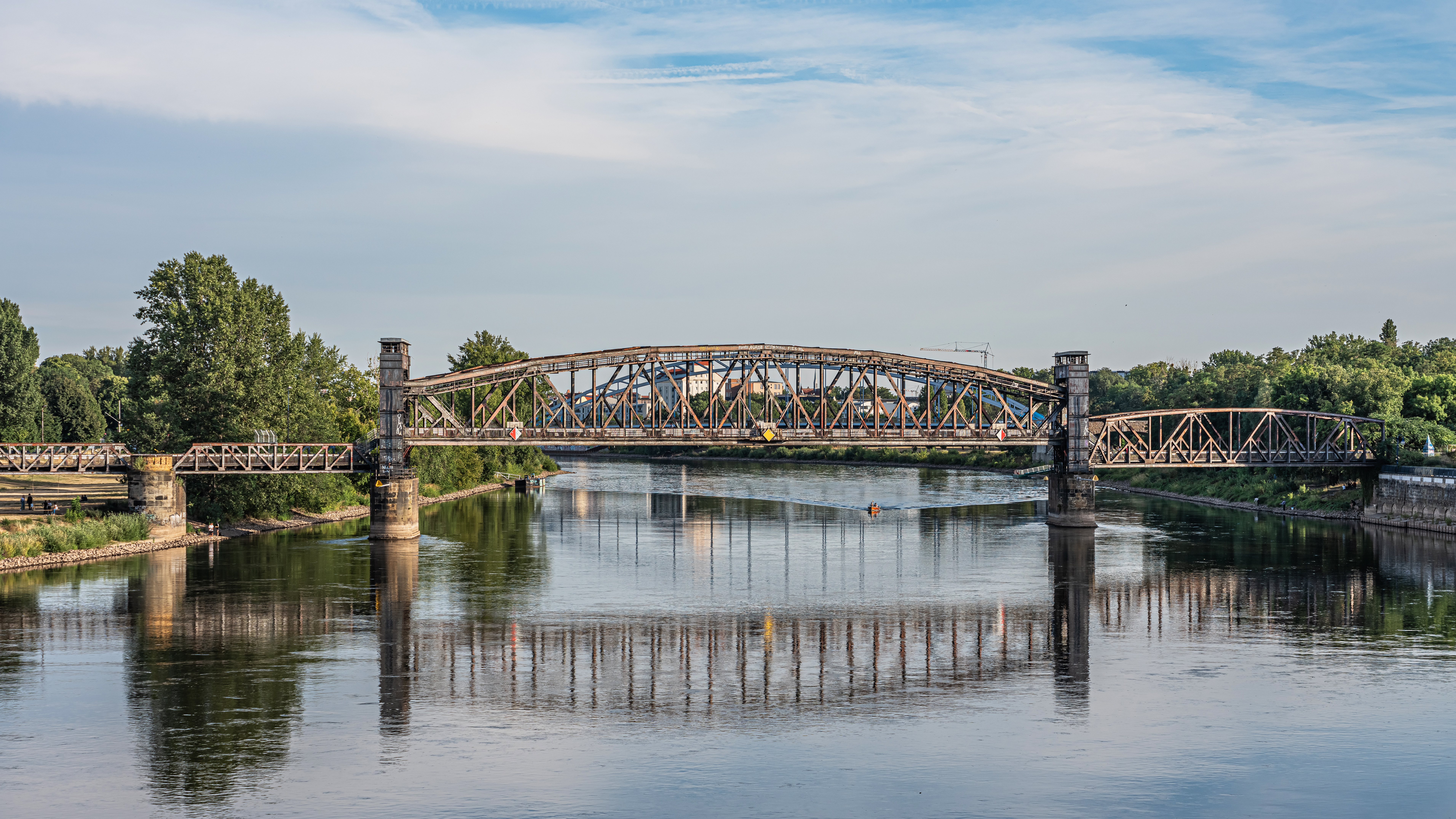
Blick vom Elbufer, im Hintergrund Sternbrücke
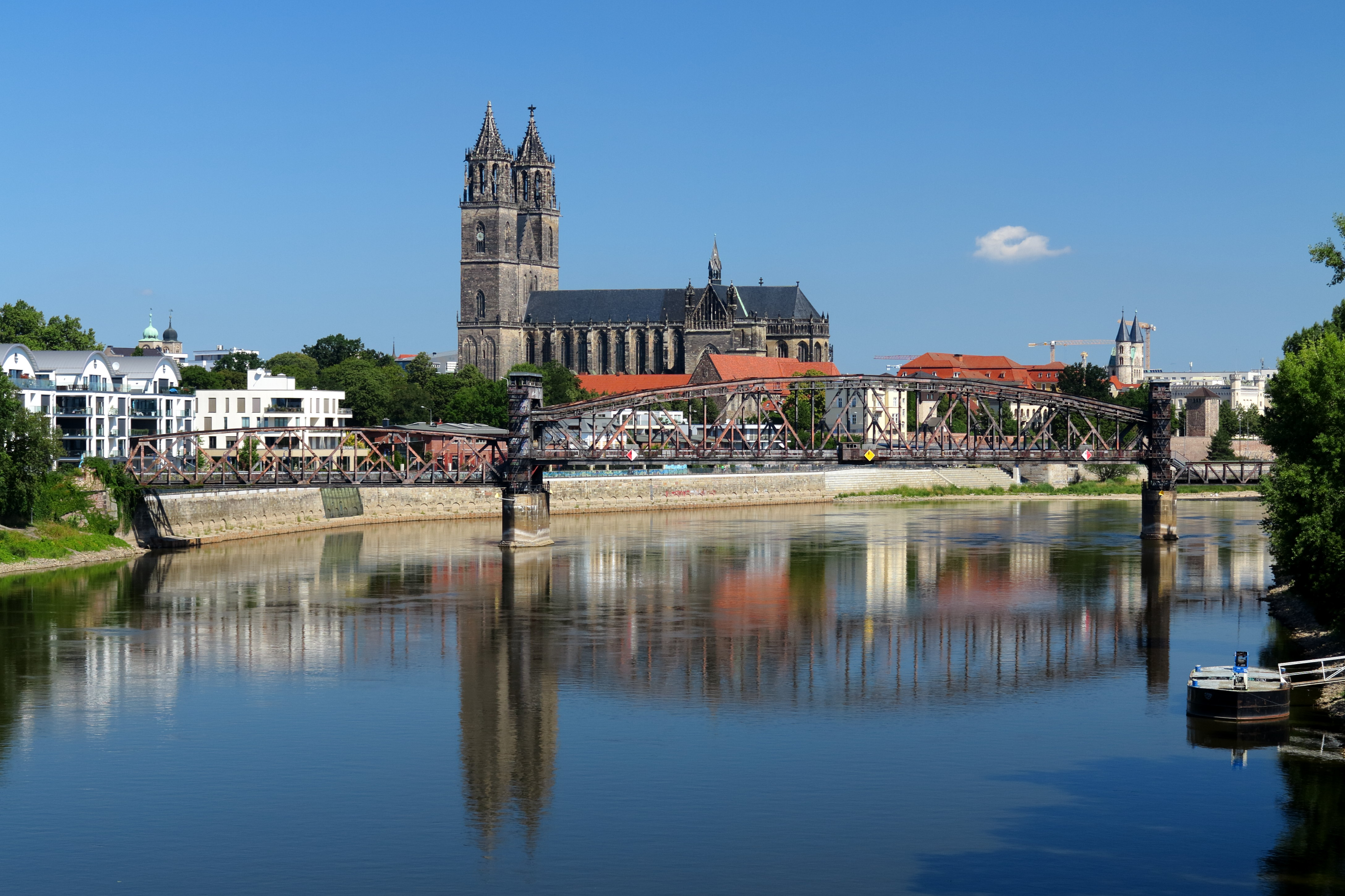
Hubbrücke vor Magdeburger Dom
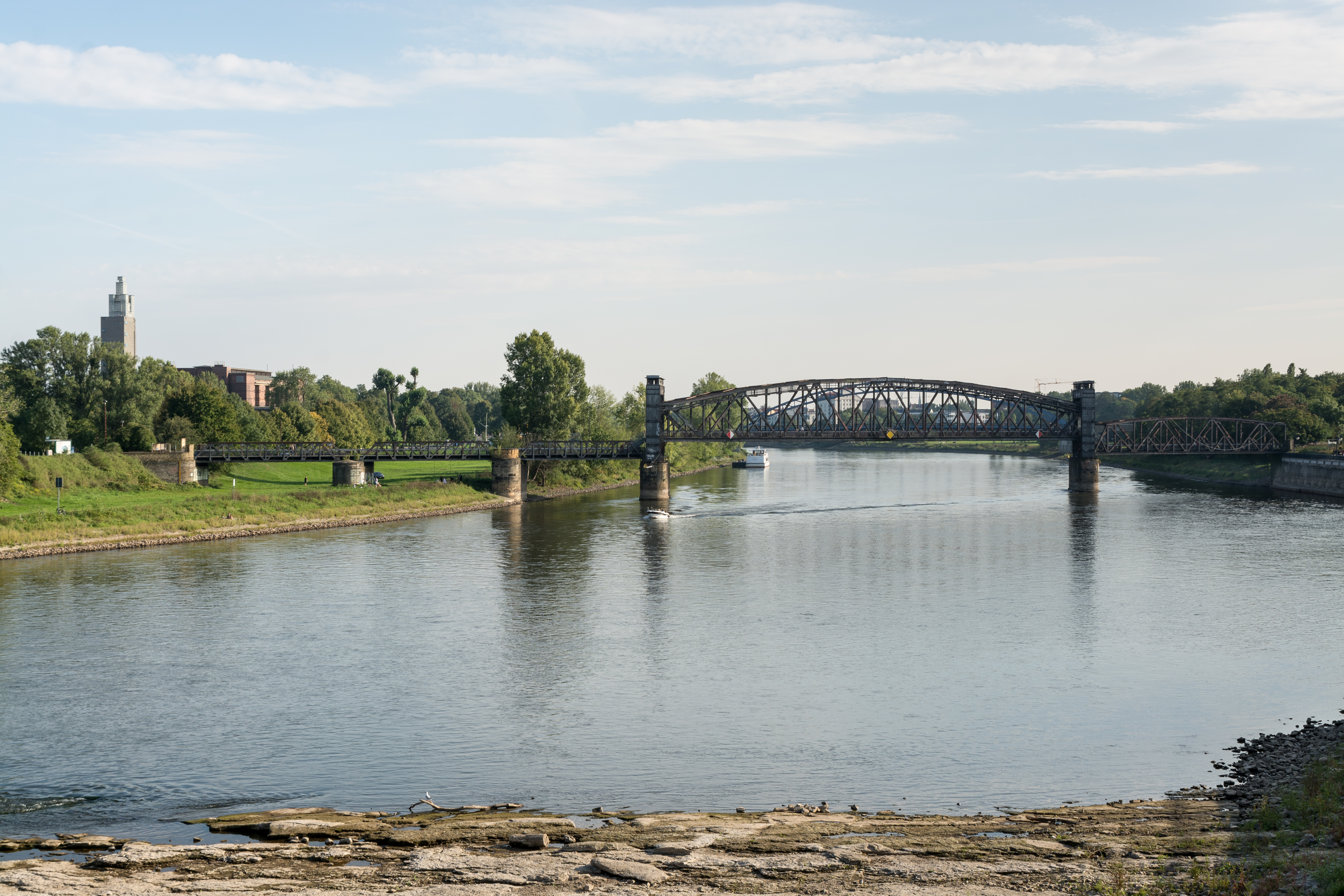
Blick von der Aussichtsplattform am Domfelsen auf die Hubbrücke, im Hintergrund links Stadthalle und Albinmüller-Turm
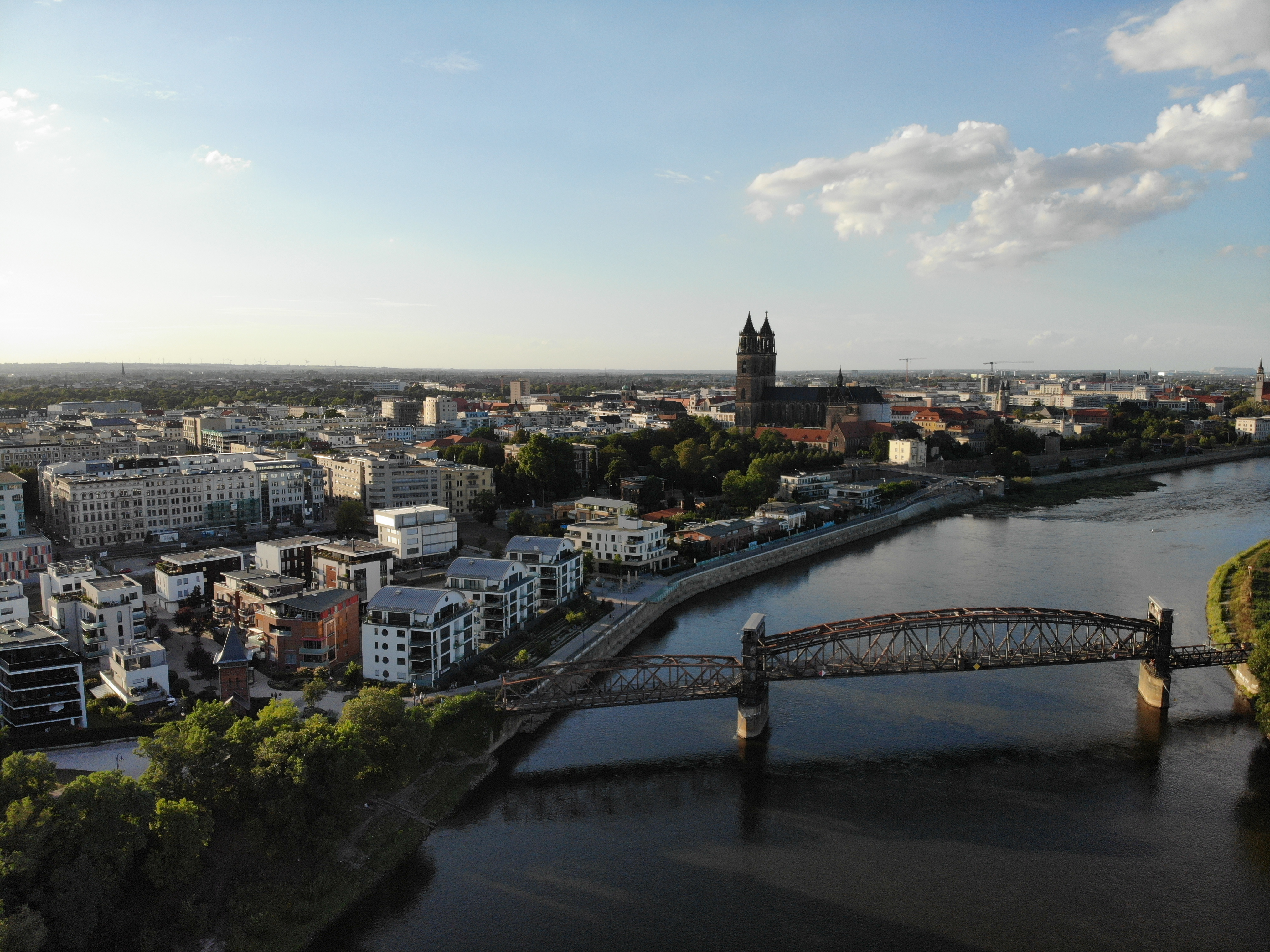
Luftaufnahme der Hubbrücke in Richtung des Stadtzentrums

## Konstruktion der Hubbrücke
Der stählerne Fachwerküberbau der Hubbrücke hat beidseitig im Abstand von 5,2 m Hauptträger, die als Halbparabelträger mit gekrümmtem Obergurt ausgebildet sind. In der Brückenmitte beträgt die Konstruktionshöhe rund 12,0 m bei einer Stützweite von 90 m. Auf den Flusspfeilern sind die Hubportale errichtet, sie stehen in einem Winkel von 62° zum Überbau. Die Hubportale sind 14,3 m hoch und 2,1 m breit. Der Brückenüberbau weist einschließlich Oberbau und Abdeckung eine Gesamtmasse von 450 t auf, die zur Verminderung der Pfeilerlasten nur zur Hälfte durch Gegengewichte ausgeglichen ist. Die vier Betongegengewichte sind an je zwei Gelenkzahnstangen aufgehängt. Spindeln heben und senken den Brückenüberbau mit elektrischem Antrieb innerhalb von fünf Minuten, ein Antrieb per Hand ist im Notfall auch möglich.
Mit einer lichten Durchfahrtshöhe von 2,26 m im gesenkten und 5,05 m im gehobenen Zustand beim höchsten schiffbaren Wasserstand hat die Brücke nach heutigen Anforderungen eine zu geringe Durchfahrtshöhe.